# 晋宁东站
晋宁东站，位于中华人民共和国云南省昆明市晋宁区晋城街道富有村，是昆玉河铁路上的火车站，由昆明铁路局管辖。目前该站仍未开通客运业务。